# Падерборн
Падерборн (на немски: Paderborn) е университетски град, намиращ се в североизточната част на федералната провинция Северен Рейн-Вестфалия, Германия. Той е главен град на едноименно княжество до 1802 г.

## География
През 1975 г. няколко села се присъединяват към града. Така броят на жителите му надминава границата от 100 000 души и е обявен за голям град според германските стандарти. Със сегашните си 143 000 жители градът е най-малкият голям град в Германия.

## История

### Хронология
- 777 – седалище на тогавашния парламент под Карл Велики.
- 799 – Карл Велики среща тогавашния папа Лео III, който бяга от бунт в Рим и основава енория (сега митрополия).
- 836 – мощите на св. Либори се местят от Льо Манс в Падерборн. Най-старото документирано побратимяване на градове.
- 1945, 1 април – завзет от американската армия.
- 2001 – най-голямото университетско парти в Германия с около 20 000 посетители; пряко предавано по MTV.
- 2002 – електрическото дружество „ПЕСАГ“ е продадено на „Е-он“.

### Демография
| Година            | Жители |
| ----------------- | ------ |
| 1272              | 500    |
| 1571              | 553    |
| 1763              | 2500   |
| 1831              | 7760   |
| 1 декември 1840 ¹ | 8274   |
| 3 декември 1855 ¹ | 10 946 |
| 3 декември 1858 ¹ | 11 176 |
| 3 декември 1861 ¹ | 11 300 |
| 3 декември 1864 ¹ | 11 900 |
| 3 декември 1867 ¹ | 12 900 |
| 1 декември 1871 ¹ | 13 726 |
| 1 декември 1875 ¹ | 13 701 |
| 1 декември 1880 ¹ | 14 700 |
| 1 декември 1885 ¹ | 16 624 |

| година              | жители |
| ------------------- | ------ |
| 1 декември 1890 ¹   | 17 986 |
| 2 декември 1895 ¹   | 19 980 |
| 1 декември 1900 ¹   | 23 538 |
| 1 декември 1905 ¹   | 26 469 |
| 1 декември 1910 ¹   | 29 441 |
| 1 декември 1916 ¹   | 26 461 |
| 5 декември 1917 ¹   | 26 205 |
| 8 октомври 1919 ¹   | 32 095 |
| 16 юни 1925 ¹       | 33 205 |
| 16 юни 1933 ¹       | 37 272 |
| 17 май 1939 ¹       | 42 716 |
| 31 декември 1945    | 25 873 |
| 29 октомври 1946 ¹  | 29 033 |
| 13 септември 1950 ¹ | 40 270 |

| година              | жители  |
| ------------------- | ------- |
| 25 септември 1956 ¹ | 47 343  |
| 6 юни 1961 ¹        | 53 984  |
| 31 декември 1965    | 62 179  |
| 27 май 1970 ¹       | 66 829  |
| 31 декември 1975    | 103 705 |
| 31 декември 1980    | 110 155 |
| 31 декември 1985    | 109 606 |
| 25 май 1987 ¹       | 110 715 |
| 31 декември 1990    | 120 680 |
| 31 декември 1995    | 133 717 |
| 31 декември 2000    | 139 084 |
| 30 юни 2005         | 143 392 |

¹ Национално преброяване

## Политика
От 1100 начело на града стои епископ, така нареченият comes civitatis.
...
От 1999 година има кмет, избиран от народа.

### Кметове
- 1804 – 1807: Йохан Готфрид Давид Бузе

...
- от 1999 г.: Хайнц Паус

### Управители
- 1946 – 1952: Др. Норберт Фишер

...
- 1991 – 1999: Др. Вернер Шмекен

### Общински съвет
Има 58 съветници:
- ЦДУ 30 места
- СПД 13 места
- Съюз 90/Зелена партиа 6 места
- ФДП 4 места
- ФБИ (Свободна гражданска инициатива): 3 места
- ДИП (Демократична инициатива Падерборн): 2 места

## Икономика

### Транспорт
Намира се на магистрала А33. Има гара по железопътната линия Хам – Касел.
Летището се намира на 15 km югозападно. Вътрешни (Франкфурт, Щутгарт, Мюнхен и външни линии (България, Италия, Испания, Англия и пр.), редовни и чартърни полети. До летището има автобус, като рейсът продължава около 20 мин.

### Компании
- Веро Скафолдинг, индустриални скеле-конструкции
- Бентлер (Стомана, тръби, Автомобилна техника, Търговия)
- Клаас (Селскостопански машини)
- Дспейс
- Фуджицо Компютърс
- Сименс
- ХДО (Техника за газ под налягане и повърхностно обработване)
- Хела (автомобилни осветителни тела)
- Сагем орга (осветителни тела)
- Сименс бизнес сервисес
- Щуте (хранително-вкусово предприятие (конфитюри)
- Винкор Никсдорф, банкови автомати

## Образование и наука
- Университет Падерборн, най-старото висше училище на Вестфалия
- Католическо полувисше училище
- Теологичен факултет
- Икономическо полувисше училище
- Йохан-Адам-Мьолер институт за окуменика (католически въпроси)
- Център за информационни технологии, частно средно учлище и полувисше училище за приложна информатика.

## Забележителности
Сгради:
- Катедралата със символа на града прозореца с 3 заека.
- Замък Нойхауз

## Спорт
- Футболният отбор играе във втора лига на Германия.
- Спортни науки с акцент на Моторика/Усещаене, като университета разполага със собствено голф игрище.
- Добри инструктури по бойни изкуства

## Редовни събития
- май: пролетен карнавал
- юни: Фестивал на университета
- края на юли: Либори карнавал
- декември: Коледен базар
- най-старият уличен маратон в Германия е традиционно провеждащият се по Великден.

## Личности
Родени в Падерборн
- Михаел Гайер, Посланик на Германия в България от юни 2006 г.
- Герхарт Крефт, съдия във Върховния съд
- Хайнц Никсдорф, Предприемач, компютърен конструктор и съосновател на сегашния университет
- Рюдигер Хофман, Комедиант

## Побратимени градове
- Льо Ман (Франция), от 836, най-старото документирано, официално от 1967
- Болтън (Великобритания), от 1975
- Белвил, Илинойс (САЩ), от 1990
- Памплона (Испания), от 1992
- Пшемисъл (Полша), от 1993
- Дебрецен (Унгария), от 1994
- Псков (Русия)

Подготвя се партньорство с Киндао (Китай).
| Държава        | Град     | От   |
| -------------- | -------- | ---- |
| Франция        | Льо Ман  | 1967 |
| Великобритания | Болтън   | 1975 |
| САЩ            | Белвил   | 1990 |
| Испания        | Памплона | 1992 |
| Полша          | Пшемишъл | 1993 |
| Унгария        | Дебрецен | 1994 |
| Китай          | Циндао   | 2003 |